# Wsiewołod Marczenko
Wsiewołod Michajłowicz Marczenko, ros. Всеволод Михайлович Марченко (ur. 1890 w guberni podolskiej, zm. 14 września 1937 w rejonie Saragossy lub Madrytu) – rosyjski wojskowy (porucznik), a następnie hiszpański wojskowy, lotnik.

## Życiorys
W 1911 r. ukończył korpus morski. Służył w czarnomorskiej flocie wojennej w stopniu miczmana. Brał udział w I wojnie światowej. Pływał na okręcie minowym „Striemitielnyj”. W 1915 r. ukończył szkołę wyższego pilotażu w Odessie, stając się morskim lotnikiem w stopniu porucznika. Uczestniczył w lotach bojowych. Od 1 października 1916 r. dowodził oddziałami lotniczymi hydroplanów na froncie rumuńskim. Od 1 stycznia 1918 r. był dowódcą 13 myśliwskiego oddziału lotniczego floty czarnomorskiej. Był odznaczony Orderem Św. Jerzego IV klasy. W marcu tego roku przyjechał do Tokio, skąd chciał udać się do USA w celu wstąpienia do amerykańskiej armii. Jednakże do jesieni 1918 r. przebywał w Harbinie. Następnie przybył do Władywostoku, gdzie został starszym oficerem 1 syberyjskiego oddziału lotniczego. 22 grudnia objął funkcję naczelnika wydziału lotnictwa morskiego w technicznym zarządzie morskim władz adm. Aleksandra  Kołczaka. Brak informacji o jego służbie. Od lipca 1921 r. mieszkał w Królestwie SHS. W 1923 r. przyjechał do Hiszpanii, wstępując do hiszpańskiego lotnictwa wojskowego. Około roku był instruktorem lotnictwa morskiego w jednej ze szkół lotniczych. Później wykładał w różnych uczelniach lotniczych. Następnie był cywilnym lotnikiem na trasach Madryt-Paryż i Madryt-Berlin. Po wybuchu wojny domowej w lipcu 1936 r., został aresztowany, ale udało mu się zbiec do Francji, skąd powrócił do Hiszpanii na tereny kontrolowane przez frankistów. Wstąpił ochotniczo do lotnictwa frankistowskiego. Latał na bombowcach. Od marca 1937 r. służył w 1 nocnej eskadrze bombowej mającej na wyposażeniu samoloty Junkers Ju 52. 14 września tego roku został zestrzelony w rejonie Saragossy lub Madrytu. Na prośbę sowieckich lotników pochowano go na miejscowym cmentarzu, ale republikanie wykopali jego ciało i pochowali w innym miejscu. Po zajęciu tych terenów przez frankistów syn W. M. Marczenki odnalazł ciało ojca i przeniósł je na cmentarz w Sewilli, gdzie zostało pochowane z wojskowymi honorami. Pośmiertnie został on odznaczony wysokim hiszpańskim medalem wojskowym.